# جورج مونتجومري سكوت
جورج مونتجومري سكوت (بالإنجليزية: George Montgomery Scott)‏ هو سياسي أمريكي، ولد في 27 يوليو 1835 في الولايات المتحدة، وتوفي في 19 نوفمبر 1915 في نفس البلد. حزبياً، نشط في Liberal Party (Utah) ‏. وقد انتخب عمدة سولت ليك سيتي, يوتا (1890 – 1892).